# Hanna Fogelström
Hanna Victoria Fogelström (født 8. november 1990 i Partille, Sverige) er en svensk håndboldspiller, der spiller for Toulon Saint-Cyr Var Handball og Sveriges kvindehåndboldlandshold. Hun deltog for sit land under VM i håndbold 2011 i Brasilien.